# Marie Dahl
Marie Dahl (Kopenhagen, 11 april 1866 – Fredriksberg mei 1906) was een Deens pianiste met optredens in geheel Scandinavië, maar voornamelijk Denemarken. Ze werd slechts veertig jaar oud.
Ze werd geboren binnen het gezin van de Duitse militair Philip Eugen Musæus (1825) en Dorothea Carla Pauline Tödten (1826-1898). Zij kregen twee kinderen, waaronder latere kontreadmiral (functie vergelijkbaar met Schout-bij-nacht) Eyvind Musæus Dahl. Marie huwde de klokken/horlogemaker Alvild Julius Emil Dahl (1861-1919) in 1888.
Enkele concerten:
- 3 januari 1891: Kopenhagen met een werk van Carl Reinecke
- 1895 zou Marie Dahl de première geven van de Symphonisk suite van Carl Nielsen, maar Louis Glass stak daar een stokje voor.
- 9 september 1895: Ze viel in tijdens een concert in Kopenhagen voor de zieke Agathe Backer-Grøndahl.